# برنس جيماه
برنس جيماه (بالإنجليزية: Prince Gyimah)‏ هو لاعب كرة قدم غاني، ولد في 25 ديسمبر 1990 في بيريكوم ‏ في غانا. شارك مع منتخب غانا تحت 17 سنة لكرة القدم. أما مع النوادي، فقد لعب مع نادي بيريكوم تشيلسي ونادي هارتس أوف أوك.

## وصلات خارجية
- برنس جيماه على موقع الاتحاد الدولي (مؤرشف)  (الإنجليزية)
- برنس جيماه على موقع قاعدة بيانات كرة القدم.إي يو (الإنجليزية)